# 横浜市敬老パス
横浜市敬老パス（よこはましけいろうパス）は横浜市が高齢者が豊かで充実した生活を送るための支援の一つとして発行している福祉乗車証で、横浜市内在住の70歳以上の希望者に交付している。
本項では障害者パスも記載する。

## 概要・負担金
以前は、職務乗車証・議員パスが存在していたが、公私混同、又貸し、未返却による不正乗車が多発したほか、休職者にも発行するなど杜撰な管理体制が指摘されたため、2007年9月末日をもって廃止した
令和4年10月からICカードに変更された。
負担金
| 収入額    | 金額  | 備考                     |
| 障害者    | 無料  | 障害者手帳所持           |
| 非課税者  | 3200  | 生活保護者含む           |
| 非課税者  | 4000  | 同居者に課税者がいる場合 |
| 150万未満 | 7000  |                          |
| - 250万   | 8000  |                          |
| - 500万   | 9000  |                          |
| - 700万   | 10000 |                          |
| 700万超   | 20500 |                          |
| --------- | ----- | ------------------------ |

## 利用範囲
- 横浜市営バス
  - あかいくつは利用対象外、ぶらり三渓園バス・ぶらり野毛山動物園バス・ベイサイドブルーは利用可能
- 横浜市営地下鉄
- 金沢シーサイドライン
- 江ノ電バス
- 小田急バス
- 神奈川中央交通
- 川崎鶴見臨港バス
- 京浜急行バス
- 相鉄バス
- 大新東バス
- 東急バス
- フジエクスプレス
- 横浜交通開発
- 川崎市交通局（たまプラーザ駅 - 向ヶ丘遊園駅のみ）

いずれも横浜市内発着に限るが、横浜市内発着便であれば他市も利用可能。

## 利用状況
敬老パス (名古屋市)とほぼ同様な利用状況・事象が起きており、2022年10月から1年間に5034回(1日平均14回)もの使用者が居ることが判明しており、730回未満の利用者数は95%(内未使用者が4%)であり、廃止・縮小・利用制限などの声も聞かれる。